# SN 2008O
SN 2008O – supernowa typu Ia odkryta 22 stycznia 2008 roku w galaktyce E256-G11. W momencie odkrycia miała maksymalną jasność 17,00m.